# Ващенко Володимир Володимирович
Володимир Володимирович Ващенко (нар. 29 серпня 1971, м. Новомосковськ) — український історик, історіограф, джерелознавець, дослідник історії України другої половини XIX — початку XX століть, теоретик історіографії та джерелознавства, україніст, доктор історичних наук (2009). Професор кафедри історіографії, джерелознавства та архівознавства Дніпропетровського національного університету імені Олеся Гончара (2011-2014), професор кафедри історії України (з 2014 р.).

## Наукова спадщина
У своїй науковій дисертації, присвяченній становленню української історіографії у XVIII - XIX ст. професор ДНУ Олег Журба так оцінював якість наукового внеску Ващенка:
|  | Однак, звернемо увагу, хоча б на те, що основні археографічні та дослідницькі здобутки головних персонажів праці В.В. Ващенка були реалізовані в інституціональних межах російського історіографічного поля. І тут знову не залишається нічого іншого як щиро поділити наївну авторську розгубленість і здивування з приводу поставленого ним “оригінального” запитання: “...в силу яких причин було можливе не лише існування української історичної науки в інституційних межах російської історичної науки наприкінці ХІХ ст., але й підтримка на індивідуальному рівні високої творчої продуктивності українських істориків, що знайшло вираження у досить швидких темпах розвитку української історіографії у зазначений період” |